# Experimento de Pound-Rebka

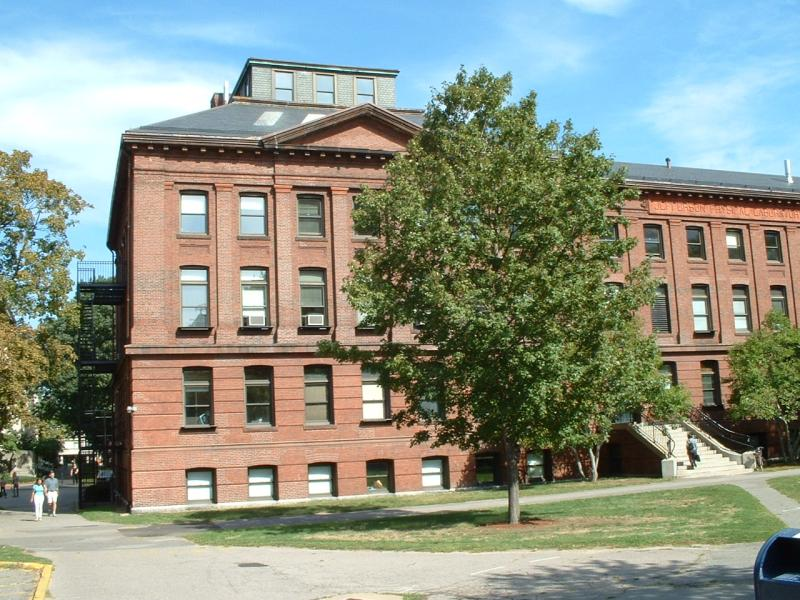
Laboratório Jefferson na Universidade Harvard. O experimento ocorreu na "torre" esquerda. Um sótão foi estendido em 2004.

O experimento de Pound–Rebka é um experimento bem conhecido para testar a teoria da relatividade geral de Albert Einstein. Pound subtraiu 2 resultados experimentais:
(1) a mudança de frequência com a fonte no topo da torre;
(2) a mudança de frequência com a fonte na base da torre.
A mudança de frequência para os dois casos tem a mesma magnitude mas sinais opostos. Quando subtraíram os resultados, Pound e Rebka obtiveram um resultado duas vezes maior que para o experimento de uma via.
O resultado confirmou que as predições da relatividade geral estavam ao nível de 10%. Foi posteriormente aprimorado até o nível de 1% por Pound e Snider.
Outro teste envolvendo um maser de hidrogênio espacial aumentou a precisão da medida para cerca de 10−4 (0.01%).